# Robin Cantegrel
Robin Cantegrel (* 13. Februar 1995 in Nantes) ist ein französischer Handballtorwart.

## Karriere

### Im Verein
Robin Cantegrel begann das Handballspielen beim HBC Nantes. 2017 unterschrieb er seinen ersten Profivertrag beim französischen Zweitligisten Pontault-Combault Handball. 2018 stieg er mit Pontault-Combault in die 1. Liga auf. 2019 unterschrieb er einen Vertrag bei Cesson Rennes Métropole HB. Cesson Rennes stieg jedoch in dieser Saison ab, wodurch er wieder in der 2. Liga auflief. In dieser Saison erreichten sie den direkten Wiederaufstieg. Trotzdem löste er seinen Vertrag auf und ging nach Nordmazedonien zu RK Vardar Skopje. 2021 gewann er mit Vardar Skopje die mazedonische Meisterschaft. Nach einer Saison kehrte er nach Frankreich zurück und stand im Kader von Fenix Toulouse Handball. 2022 kehrte er zu Pontault-Combault zurück. Im Sommer 2024 wechselte er zum deutschen Zweitligisten HC Elbflorenz.

### In Auswahlmannschaften
Cantegrel stand im Kader der französischen Nationalmannschaft für die Qualifikation zur Europameisterschaft 2020.